# Квасов, Олег Константинович
Оле́г Константи́нович Ква́сов (22 октября 1928 — 16 июля 2012) — советский дипломат. Чрезвычайный и полномочный посол.

## Биография
Член ВКП(б). В 1953 году окончил Московский государственный институт международных отношений (МГИМО) МИД СССР, после чего работал в редакции Издательства литературы на иностранных языках, Государственном комитете по культурным связям с зарубежными странами. С 1964 года — в системе МИД СССР.
- В 1964—1969 годах — советник Посольства СССР в Республике Куба.
- В 1970—1973 годах — сотрудник центрального аппарата МИД СССР.
- В 1973—1976 годах — советник-посланник Посольства СССР в Республике Боливии.
- В 1977—1983 годах — сотрудник центрального аппарата МИД СССР.
- С 17 июня 1983 по 23 августа 1990 года — чрезвычайный и полномочный посол СССР в Аргентинской Республике[1].

С 1990 года — на пенсии. Профессор Дипломатической академии МИД России
Удостоен звания Почётный работник Министерства иностранных дел Российской Федерации, отмечен государственными наградами.